# Brasile ai Giochi della XXIII Olimpiade
Il Brasile ha partecipato ai Giochi della XXIII Olimpiade di Los Angeles, svoltisi dal 28 luglio al 12 agosto 1984, con una delegazione di 147 atleti di cui 21 donne. Ha conquistato una  medaglia d'oro, cinque d'argento e due di bronzo.

## Medaglie
| Medaglia | Atleta | Sport            | Evento                   |
| -------- | --- | ---------------- | ------------------------ |
| Oro      | Joaquim Cruz | Atletica leggera | 800 metri piani maschili |
| Argento  | Ademir André Luís Chicão Mílton Cruz Davi Dunga Gilmar Popoca Gilmar Rinaldi Kita Luís Henrique Mauro Galvão Paulo Santos Pinga Ronaldo Silvinho Tonho Luiz Carlos Winck                                                                                                | Calcio           | Maschile                 |
| Argento  | Douglas Vieira | Judo             | 95 kg                    |
| Argento  | Torben Grael Daniel Adler Ronaldo Senfft | Vela             | Classe Soling            |
| Argento  | Ricardo Prado | Nuoto            | 400m misti maschili      |
| Argento  | Renan dal Zotto William Carvalho da Silva Fernando Roscio de Ávila Mário Xandó de Oliveira Neto Bernardo Rezende Ruy Campos do Nascimento Marcus Vinícius Freire Domingos Lampariello Neto José Montanaro Bernard Rajzman Antônio Carlos Gueiros Ribeiro Amauri Ribeiro | Pallavolo        | Maschile                 |
| Bronzo   | Luis Onmura | Judo             | 71 kg                    |
| Bronzo   | Walter Carmona | Judo             | 86 kg                    |

### Medaglie per disciplina
| Sport            | Oro | Argento | Bronzo | Totale |
| ---------------- | --- | ------- | ------ | ------ |
| Atletica leggera | 1   | 0       | 0      | 1      |
| Judo             | 0   | 1       | 2      | 3      |
| Calcio           | 0   | 1       | 0      | 1      |
| Vela             | 0   | 1       | 0      | 1      |
| Nuoto            | 0   | 1       | 0      | 1      |
| Pallavolo        | 0   | 1       | 0      | 1      |

## Risultati

### Pallacanestro
- Uomini

| Atleta | Classifica |
| --- | ---------- |
| V · D · M Nazionale brasiliana - Pallacanestro ai Giochi della XXIII Olimpiade - Torneo maschile 4 Nilo · 5 Sílvio · 6 Gerson · 7 Carioquinha · 8 Cadum · 9 Marquinhos · 10 Eduardo Agra · 11 Marcel · 12 Adilson · 13 Marcelo · 14 Oscar · 15 Israel · All. Renato Brito Cunha | 9°         |
| Nazionale brasiliana - Pallacanestro ai Giochi della XXIII Olimpiade - Torneo maschile |            |
| 4 Nilo · 5 Sílvio · 6 Gerson · 7 Carioquinha · 8 Cadum · 9 Marquinhos · 10 Eduardo Agra · 11 Marcel · 12 Adilson · 13 Marcelo · 14 Oscar · 15 Israel · All. Renato Brito Cunha                                                                                                  |            |

### Pallanuoto
| Atleta | Classifica |                    |
| --- | --- | ------------------ |
| V · D · M Nazionale maschile brasiliana di pallanuoto · Giochi olimpici - Los Angeles 1984 Abreu • Borelli • Borges • Carsalade • Carlinhos • Chaves • Lotufo • Manfredi • dos Santos • Silva • Duda • Tonieto • Nicolas · CT : - | 12° |                    |
| Nazionale maschile brasiliana di pallanuoto · Giochi olimpici - Los Angeles 1984 | |                    |
| Abreu • Borelli • Borges • Carsalade • Carlinhos • Chaves • Lotufo • Manfredi • dos Santos • Silva • Duda • Tonieto • Nicolas · CT: -                                                                                             | Abreu • Borelli • Borges • Carsalade • Carlinhos • Chaves • Lotufo • Manfredi • dos Santos • Silva • Duda • Tonieto • Nicolas · CT: - | Brasile (bandiera) |